# Poslední šance na pomstu
Poslední šance na pomstu (v anglickém originále Dying of the Light) je americký filmový thriller z roku 2014. Natočil jej režisér Paul Schrader podle vlastního scénáře. Pojednává o vládním agentovi Evanu Lakeovi (Nicolas Cage), který musí vystopovat a zabít teroristu před tím, než kvůli nemoci ztratí paměť. Dále ve filmu hráli Anton Yelchin, Irène Jacob a další. Historie filmu sahá do roku 2010, kdy měl Schraderův scénář natočit dánský režisér Nicolas Winding Refn, přičemž hlavní roli měl hrát Harrison Ford. Později z toho však sešlo a Schrader snímek natočil sám. Kromě Spojených států amerických se film natáčel v Rumunsku, Austrálii a Keni. Film byl do výsledné podoby sestříhán bez Schraderova souhlasu.